# Schotelkluifzwam
De schotelkluifzwam (Helvella macropus) is een schimmel behorend tot de familie Helvellaceae. Hij leeft saprotroof vaak onder Fagus of eik (Quercus). Vruchtlichamen verschijnen van de zomer tot de late herfst.

## Kenmerken

### Uiterlijke kenmerken
Hoed
De hoed is aanvankelijk bijna bolvormig, later steeds meer verspreid, in de vorm van een ronde kom met een diameter van 2 tot 4 cm. De sporen worden geproduceerd op het bovenste, concave oppervlak van deze beker. Het is glad, grijs, grijsbruin, grijszwart van kleur. De onderkant is grijswit en viltig behaard (hetzelfde als de steel).
Steel
De steel heeft een lengte van 3 tot 5 cm en de diameter 0,2 tot 0,4 cm. De kleur is witgrijs en viltig.
Geur en smaak
De vlees is witachtig met onduidelijke geur en smaak.

### Microscopische kenmerken
De sporen zijn elliptisch, glad of ruw, met één grote oliedruppel en enkele kleinere aan de uiteinden. Ze hebben een afmeting van 18–25 × 10–12,5 μm.

## Verspreiding
De schotelkluifzwam komt wijd verspreid voor op het noordelijk halfrond en is waargenomen in Europa, Noord- en Midden-Amerika en ook in China en Japan.
In Nederland komt hij algemeen voor. Hij is niet bedreigd en staat niet op de rode lijst .

## Foto's

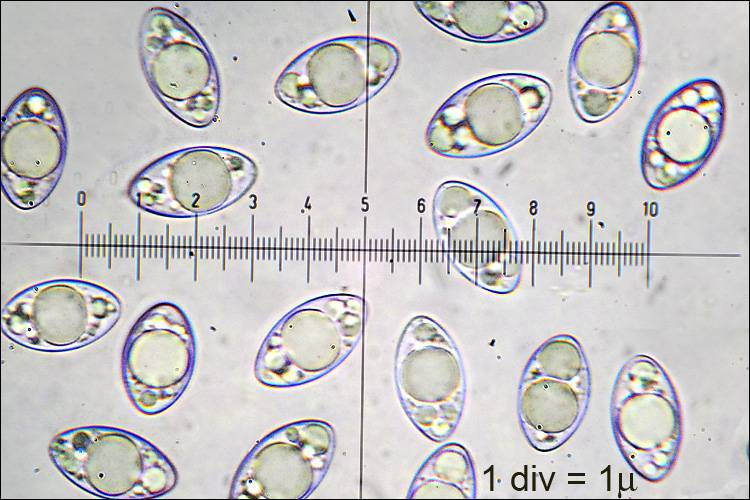
Sporen